# ساقه‌پیچک

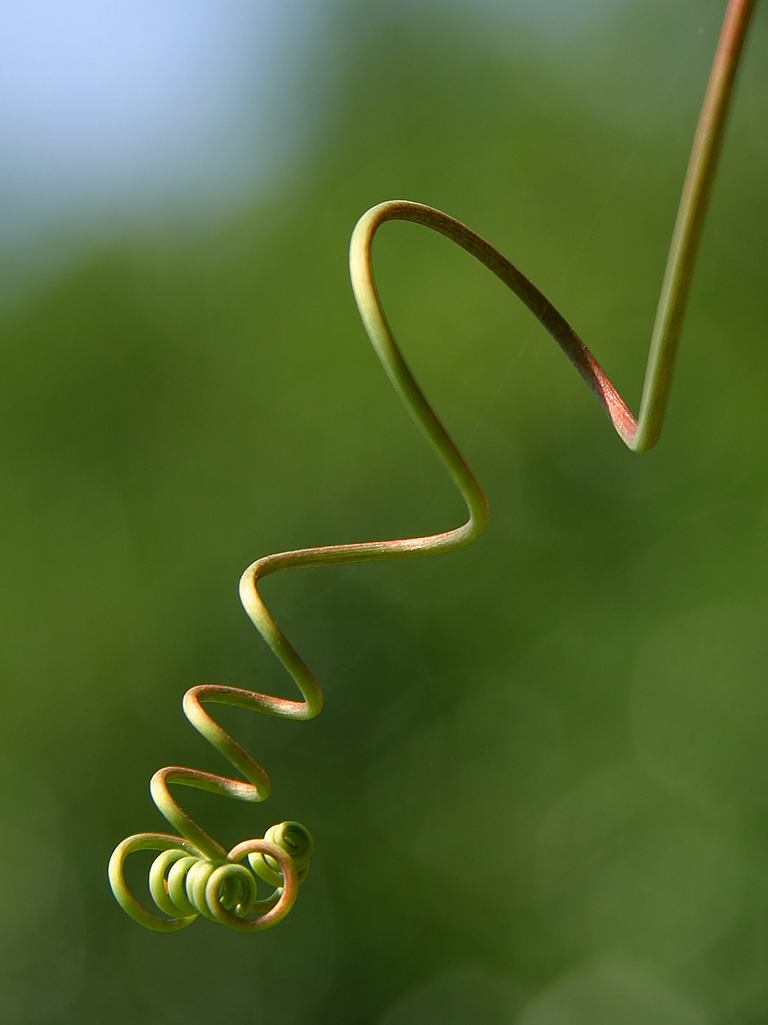
ساقه‌پیچک فر خورده

ساقه‌پیچک (انگلیسی: Tendril)، در گیاه‌شناسی یک ساقه، برگ یا دمبرگ تخصصی نخ مانند است که توسط گیاهان بالارونده برای حمایت و اتصال، و همچنین تهاجم سلولی توسط گیاهان انگلی مانند سس استفاده می‌شود. گیاهان زیادی وجود دارند که دارای ساقه‌پیچک هستند. از جمله نخودشیرین، گل ساعتی، انگور، کدو… ساقه‌پیچک‌ها به لمس و عوامل شیمیایی با پیچش، تافتن یا چسبیدن به ساختارها یا میزبان‌های مناسب پاسخ می‌دهند. ساقه‌پیچک‌ها می‌توانند از چند سانتی‌متر تا ۶۹ سانتی‌متر در گیاه‌پارچ هاریانا (Nepenthes harryana) و ۵۲ سانتی‌متر در تاک شاه‌بلوط (Tetrastigma voinierianum) طول داشته باشند. معمولاً فقط یک ساقه‌پیچک ساده یا منشعب در هر گره وجود دارد، اما این تعداد در خیار آردوارک (Cucumis humifructus) به هشت تا هم می‌رسد.

## تاریخچه

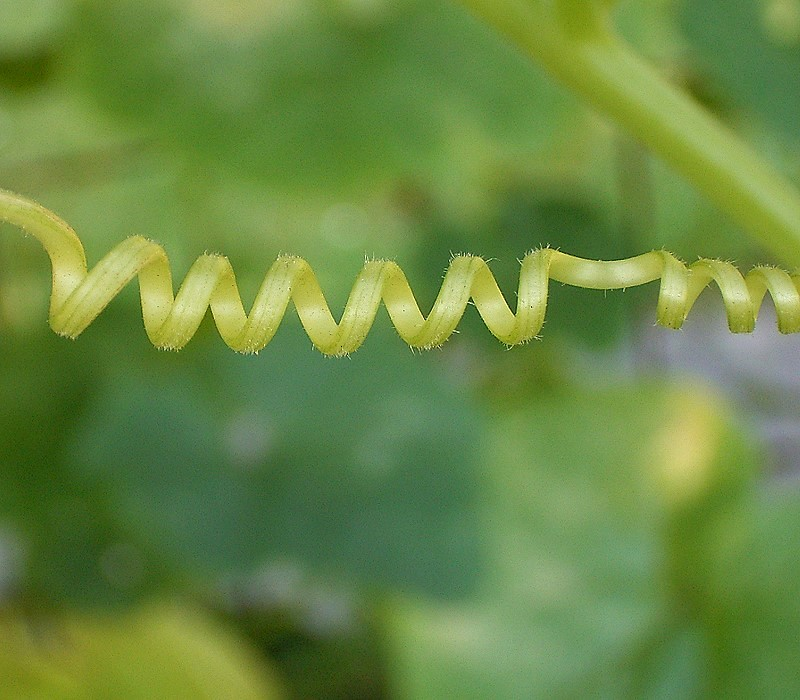
کدوی تخمه‌کاغذی که دارای انحراف ساقه‌پیچک است.

اولین و جامع‌ترین مطالعه در مورد ساقه‌پیچک‌ها، تک‌نگاشت چارلز داروین در مورد حرکات و عادات گیاهان بالارونده بود که در ابتدا در سال ۱۸۶۵ منتشر شد. این اثر همچنین اصطلاح پیچندگی (circumnutation) را برای توصیف حرکت ساقه‌های در حال رشد و ساقه‌پیچک‌هایی که به دنبال تکیه‌گاه هستند، ابداع کرد. داروین همچنین پدیده‌ای را مشاهده کرد که اکنون به‌عنوان انحراف ساقه‌پیچک (Tendril perversion) شناخته می‌شود، که در آن ساقه‌پیچک‌ها شکل دو بخش مارپیچ متقابل تابیده با یک انتقال در وسط را به خود می‌گیرند.

## زیست‌شناسی ساقه‌پیچک‌ها
در نخود فرنگی، فقط برگه‌های پایانه‌ای هستند که برای تبدیل شدن به ساقه‌پیچک اصلاح می‌شوند. در گیاهان دیگر مانند خلر بی‌برگ، کل برگ تغییر یافته و به ساقه‌پیچک تبدیل می‌شود، در حالی که گوشوارک‌ها بزرگ می‌شوند و فتوسنتز را انجام می‌دهند. برخی دیگر، مانند اعضایی از جنس کلماتیس، از محور سنبله برگ مرکب به‌عنوان ساقه‌پیچک استفاده می‌کنند.
تله‌های پارچ تخصصی از گیاه‌پارچ‌ها در انتهای ساقه‌پیچک‌ها تشکیل می‌شوند. ساقه‌پیچک‌های پارچ‌های هوایی معمولاً در وسط چنبره می‌زنند. اگر ساقه‌پیچک به مدت کافی با جسمی تماس پیدا کند، معمولاً در اطراف آن پیچ می‌خورد و یک نقطه لنگر قوی برای پارچ تشکیل می‌دهد. به این ترتیب ساقه‌پیچک‌ها به حمایت از ساقه در حال رشد گیاه کمک می‌کنند. ساقه‌پیچک‌های سس، یک گیاه انگلی، توسط مواد شیمیایی موجود در هوا هدایت می‌شوند و فقط به دور میزبان‌های مناسب می‌چرخند.

### فرگشت و گونه‌ها
عادات بالاروندگی، گیاهان را برای رسیدن به تاج‌پوش به‌منظور دریافت منابع بیشتر نور خورشید و افزایش تنوع در گیاهان گل‌دار حمایت می‌کند. ساقه‌پیچک اندام گیاهی است که از ساختارهای ریخت‌شناسی مختلف مانند ساقه، برگ و گل‌آذین مشتق شده است. حتی با وجود اینکه عادات بالاروندگی در بازدانگان، نهان‌دانگان و سرخس دخیل است، ساقه‌پیچک‌ها اغلب در بازدانگان و در سرخس کم دیده می‌شوند. بر اساس مبنای مولکولی توسعه ساقه‌پیچک، مطالعات نشان داد که عملکرد رشد مارپیچ ساقه‌پیچک‌ها با منشأ رشدشناسی ارتباطی ندارد، در عوض، منشأ رشدشناسی متعددی وجود دارد. ۱۷ نوع ساقه‌پیچک بر اساس منشأ رشدشناسی و الگوی رشد آنها شناسایی شده است و هر نوع ساقه‌پیچک می‌تواند بیش از یک بار در بازدانگان درگیر شود. میوه‌ها و سبزیجات معمولی که دارای ساقه‌پیچک هستند شامل هندوانه مشتق شده از ساقه اصلاح‌شده، نخودفرنگی برگرفته از برگچه‌های انتهایی اصلاح‌شده و تاک انگور از گل‌آذین کامل اصلاح‌شده است.

## سازوکار چنبره‌زدن

### پیچندگی
سازوکار چنبره‌زدن ساقه‌پیچک با پیچندگی ساقه‌پیچک شروع می‌شود که در آن به شکل نوسانی دایره‌ای حول محور خود در حال حرکت و رشد است. پیچندگی اغلب به‌عنوان اولین حرکت اصلی ساقه‌پیچک تعریف می‌شود و هدف آن افزایش احتمال تماس گیاه با یک سیستم نگهدارنده (ساختار فیزیکی برای پیچیدن ساقه‌پیچک به اطراف) است.
در یک مطالعه در سال ۲۰۱۹ که توسط گوئرا (Guerra) و همکاران انجام شد، نشان داده شد که بدون یک محرک حمایتی، در این مورد یک میخ‌چوبی در زمین، ساقه‌پیچک‌ها به سمت یک محرک نوری پیچندگی کردند. پس از تلاش‌های فراوان برای رسیدن به یک سازه نگهدارنده، در نهایت ساقه‌پیچک به زمین می‌افتد. با این حال، مشخص شد که وقتی یک محرک حمایتی وجود دارد، نوسان پیچندگی ساقه‌پیچک در جهت محرک حمایت رخ می‌دهد؛ بنابراین، نتیجه‌گیری شد که ساقه‌پیچک‌ها قادرند جهت پیچندگی خود را بر اساس وجود یک محرک حمایتی تغییر دهند. توجه به این نکته ضروری است که فرایند پیچندگی در گیاهان منحصر به گیاهان ساقه‌پیچک نیست، زیرا تقریباً همه گونه‌های گیاهی رفتارهای پیچندگی از خود نشان می‌دهند.

### چنبره‌زدن تماسی
تیگموتروپیسم اساس سیگنال ورودی در سازوکار چنبره‌زدن ساقه‌پیچک است. برای نمونه، ساقه‌پیچک‌های نخودفرنگی دارای سلول‌های بسیار حساس در سطوح دیواره‌های سلولی هستند که در معرض آن قرار دارند. این سلول‌های حساس آنهایی هستند که سیگنال تیگموتروپیک را، معمولاً به‌صورت موج کلسیمی آغاز می‌کنند. سیگنال لمسی اولیه یک آبشار سیگنالینگ از سایر هورمون‌های گیاهی، به‌ویژه گاما آمینوبوتیریک اسید (GABA) و جاسمونات (JA) را القا می‌کند.
اخیراً نشان داده شده است که گابا در ساقه‌پیچک‌های تاک انگور می‌تواند به‌طور مستقل چنبره‌زدن ساقه‌پیچک را تقویت کند. همچنین فیتوهورمون‌های جاسمونات به‌عنوان یک سیگنال هورمونی برای شروع چنبره‌زدن ساقه‌پیچک عمل می‌کنند. این آبشار می‌تواند غشای پلاسمایی (H+-ATPase) را فعال کند که در سازوکار چنبره‌زدن تماسی به‌عنوان پمپ پروتون نیز نقش دارد. این فعالیت پمپ یک الکتروشیمیایی از یون‌های H+ را از داخل سلول به پخش‌راه دیواره یاخته ایجاد می‌کند که به نوبه خود یک گرادیان اسمزی ایجاد می‌کند. این منجر به از دست دادن فشار آماسیدگی می‌شود. تفاوت در اندازه سلول به‌دلیل از دست دادن فشار آماسیدگی در برخی سلول‌ها باعث ایجاد پاسخ چنبره‌زدن می‌شود. این حرکت انقباضی همچنین تحت‌تأثیر الیاف ژلاتینی است که در پاسخ به آبشار سیگنال تیگموتروپیسم باعث چوبی‌شدن می‌شود.

### خود تبعیضی
گرچه ساقه‌پیچک‌ها بر اساس ادراک لمسی به دور میزبان می‌پیچند، اما گیاهان نوعی خود تبعیضی دارند و از پیچش در اطراف خود یا گیاهان همسایه از همان گونه اجتناب می‌کنند، که نشان‌دهنده شیمی‌گردی (Chemotropism) مبتنی بر حسگر شیمیایی است. هنگامی که یک ساقه‌پیچک با یک گیاه هم‌گونه همسایه تماس پیدا می‌کند، مولکول‌های سیگنال‌دهنده آزاد شده توسط گیاه میزبان به گیرنده‌های شیمیایی روی ساقه‌پیچک‌های گیاه بالارونده متصل می‌شوند. این سیگنالی را تولید می‌کند که از مسیر تیگموتروپیسم جلوگیری می‌کند و بنابراین از چنبره‌زدن ساقه‌پیچک در اطراف میزبان جلوگیری می‌کند.
مطالعاتی که این مسیر را تأیید می‌کند بر روی گیاه بالارونده بوته‌قاتل ژاپنی (Cayratia japonica) انجام شده است. تحقیقات نشان داد که وقتی دو گیاه بوته‌قاتل ژاپنی در تماس فیزیکی قرار می‌گیرند، ساقه‌پیچک‌ها به دور گیاه هم‌گونه چنبره نمی‌زنند. محققان این تعامل را با جداسازی بلورهای اگزالات از برگ‌های گیاه بوته‌قاتل ژاپنی و پوشاندن یک چوب با بلورهای اگزالات آزمایش کردند. ساقه‌پیچک‌های گیاهان بوته‌قاتل ژاپنی که در تماس فیزیکی با چوب پوشش داده شده با اگزالات قرار می‌گیرند، چنبره نمی‌زنند و این تأیید می‌کند که گیاهان بالارونده از حسگر شیمیایی برای خود تبعیضی استفاده می‌کنند.
خود تبعیضی ممکن است یک مزیت فرگشتی برای گیاهان بالارونده ایجاد کند تا از چنبره‌زدن در اطراف گیاهان هم‌گونه جلوگیری شود. این به این دلیل است که گیاهان بالارونده همسایه در مقایسه با گیاهان محکم در نزدیکی، ساختارهای پایداری برای چنبره‌زدن ندارند. علاوه بر این، گیاهان با توانایی تشخیص و اجتناب از چنبره‌زدن در اطراف گیاهان هم‌گونه، نزدیکی خود را به رقابت کاهش می‌دهند و به آنها امکان دسترسی به منابع بیشتر و در نتیجه رشد بهتر را می‌دهند.

## نگارخانه

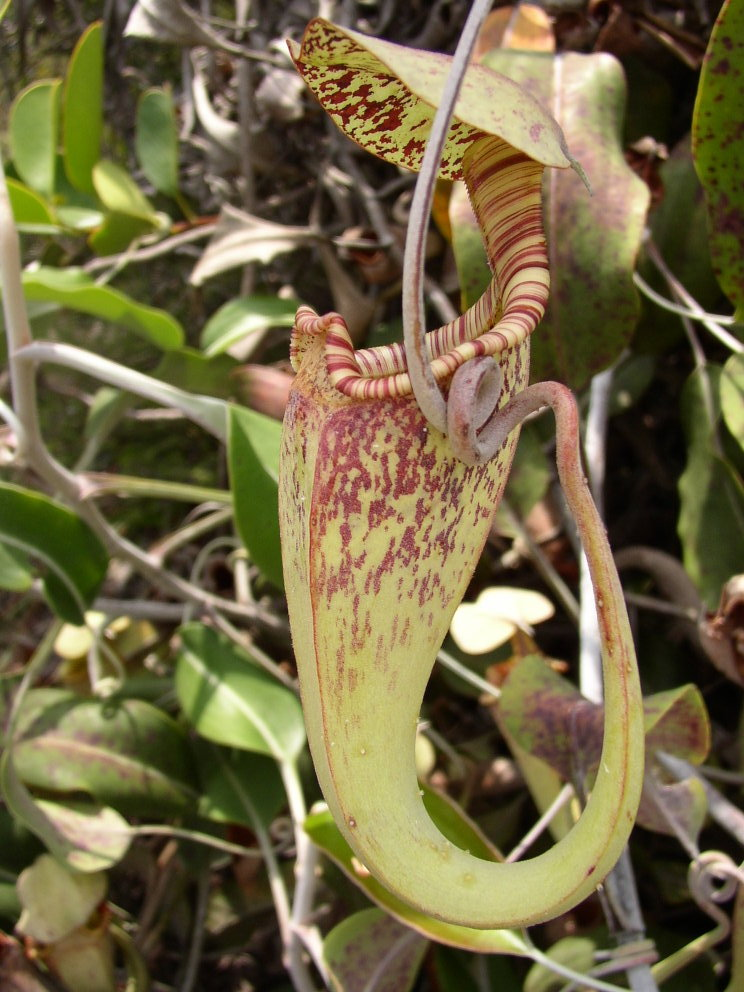
پارچ بالایی گیاه‌پارچ رافلز با ساقه‌پیچک چنبره‌زده
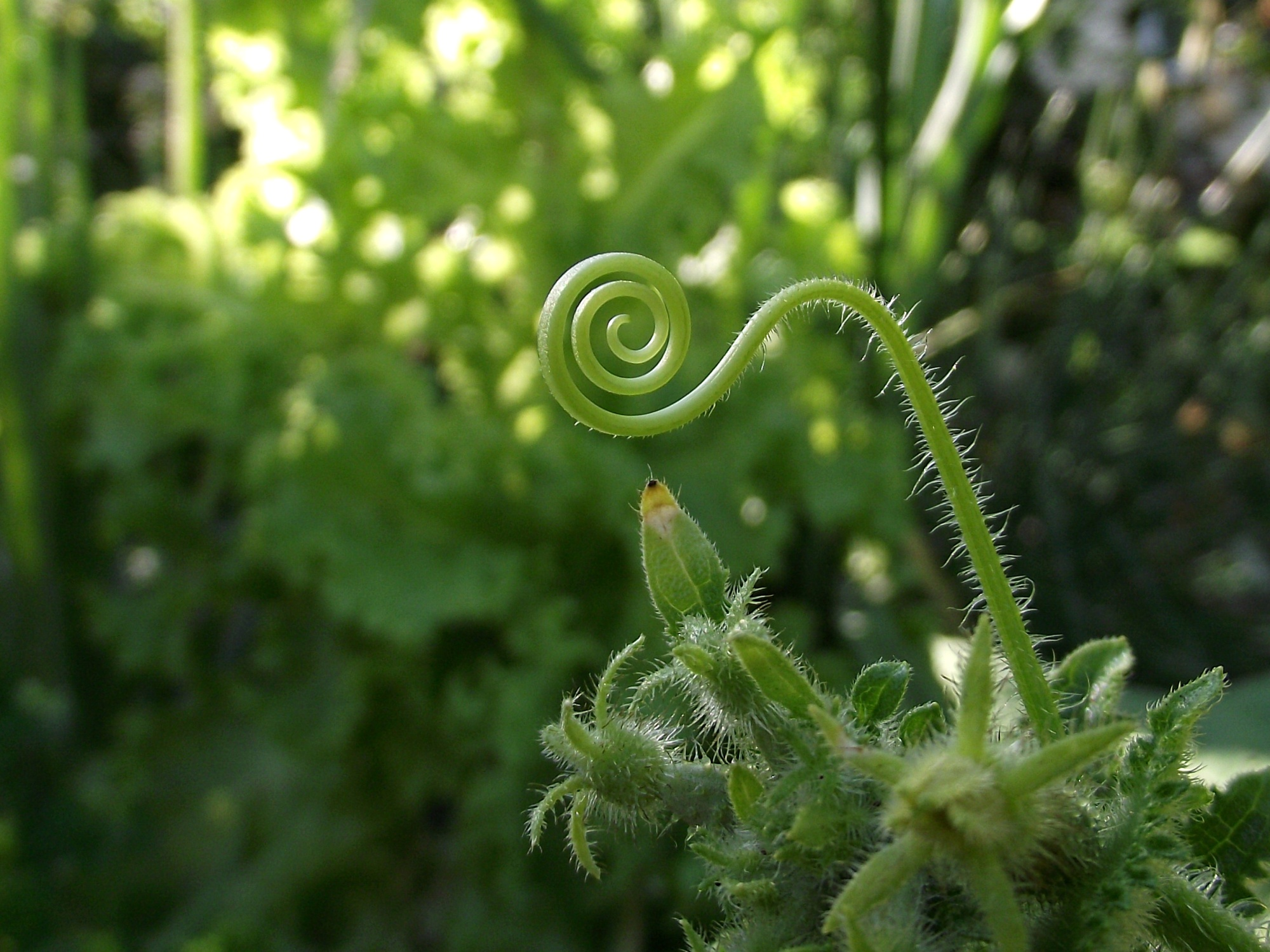
ساقه‌پیچک خیار
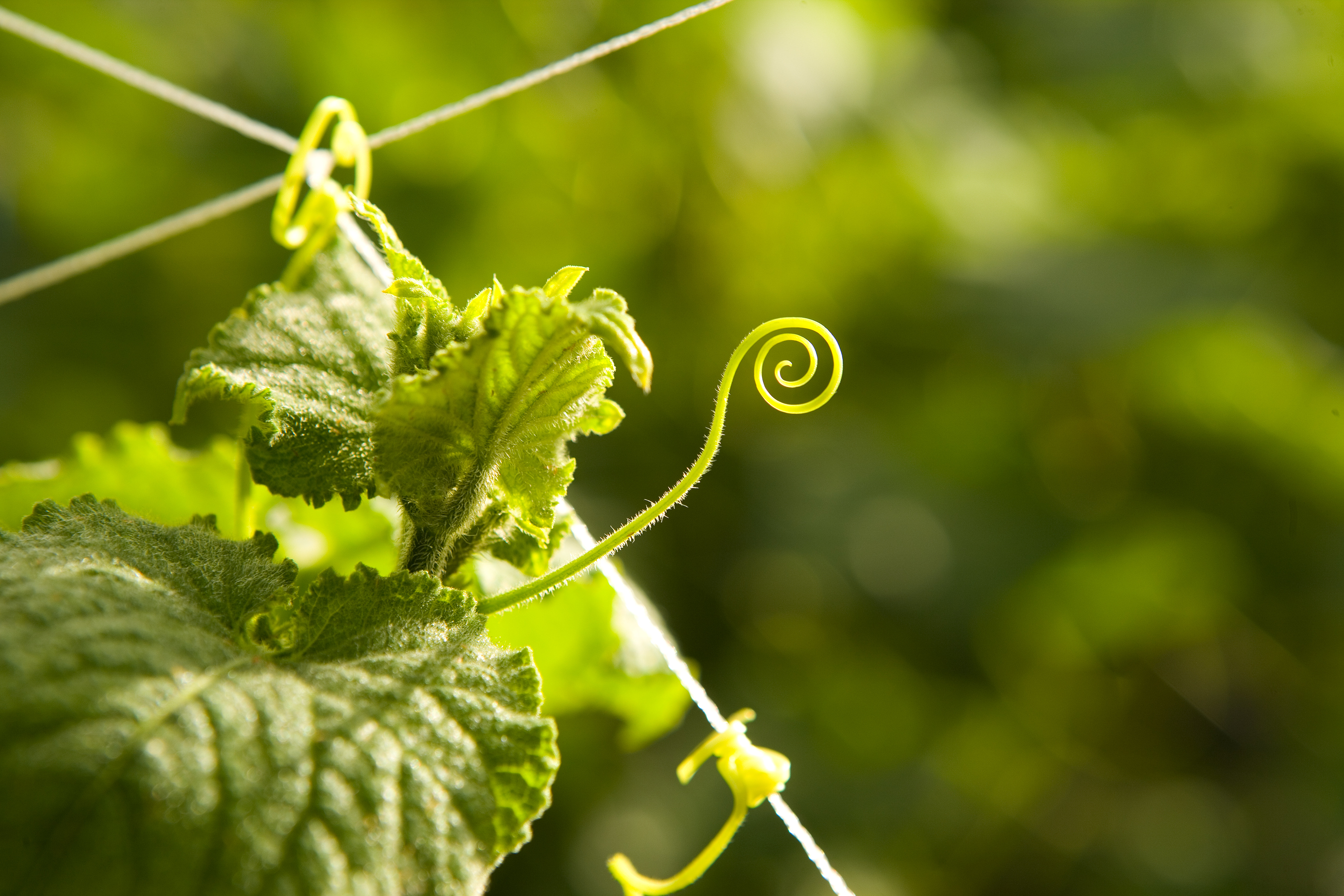
ساقه‌پیچک چنبره‌زده تاک کدو